# العصامة
العصامة تعد من لباس الرجل العربي قديمًا عند الذهاب للصيد ورعي الأغنام والماشية.
والعصامة تشبه العمامة ولكنها أصغر حجماً، وتعد أكثر ثباتًا على الرأس من الغترة والعقال بسبب أجزائها المجمعة والمربوطة بإحكام بشكل لا يعيق حركة مرتديها فقد كانت مثالية للصبية الصغار.
وعملية في رحلات القنص وصيد الأسماك وتنقلات العرب في أثناء رعي الماشية والإبل.

## الفرق بين العصامة والحمدانية
العصامة: تلفه حول الرأس من الجبهة إلى الخلف عدة لفات.
عادية من دون طي أطرافه حول نفسها ،ثم يثبت الطرفان فوق الأذنين ،وقد يظهر أحد أطرافها من اليمين أو اليسار
وبهذا تكون هي العصامة العادية.
الحمدانية: فهي لف الطرفين حول الرأس من الجبهة نحو الخلف مع طويهما حول
نفسيهما وتثبيت النهاية خلف الرأس مع إمكان إظهار الطرفين من وراء الرأس ( الخلف ) ،والطرف الثالث الذي ينسدل
على الظهر من الغترة يسمى الذيل وهو أطول في الحمدانية منه في العصامة و
العصامة العادية تكون بلا ذيل أو بذيل
قصير جداً ،.....

## العصامة والحمدانية في دول الخليج
تعد دولة الإمارات العربية المتحدة من الدول المحافظة على هذه العادات والتقاليد العربية والمتمسكة بلبس الحمدانية وكذلك شقيقتها  سلطنة عمان  هي أحد الدول المحافظة على لبس العصامة
ولكن في باقي دول الخليج مثل مملكة البحرين ودولة الكويت والمملكة العربية السعودية ودولة قطر.
نرى فئة قليلة جدا من المتمسكين بزي العربي والعصامة والحمدانية وكل ذلك بسبب اختلاط العرب بالعجم والأجانب وعدم تشجيع الأجيال على المحافظة على اللباس العربي.